# سيليست (مغنية)
سيليست هي مغنية أمريكية-بريطانية ولدت في 5 مايو 1994.

## روابط خارجية
سيليست (مغنية) على موقع IMDb (الإنجليزية)
- سيليست (مغنية) على موقع ميوزك برينز (الإنجليزية)
- سيليست (مغنية) على موقع أول ميوزيك (الإنجليزية)
- سيليست (مغنية) على موقع ديسكوغز (الإنجليزية)
- سيليست (مغنية) على موقع ديسكوغز (الإنجليزية)
- سيليست (مغنية) على موقع قاعدة بيانات الفيلم (الإنجليزية)